# Hookeriopsis brunneophylla
Hookeriopsis brunneophylla är en bladmossart som beskrevs av Fleischer 1922. Hookeriopsis brunneophylla ingår i släktet Hookeriopsis och familjen Hookeriaceae. Inga underarter finns listade i Catalogue of Life.